# Mairie de Saint-Eustache
La mairie de Saint-Eustache est le siège du conseil municipal de la ville de Saint-Eustache. L'édifice de style Second Empire a été construit en 1898 comme couvent pour la congrégation de Notre-Dame en remplacement d'un précédent construit en 1838 au lendemain de la bataille de Saint-Eustache. Le couvent ferme ses portes en 1980 et la ville en prend possession en 1986. Elle devient la mairie de la ville en 1995. Elle est située dans l'aire de protection de l'église Saint-Eustache et elle a été citée immeuble patrimonial par la ville de Saint-Eustache en 2007.